# کریستین پیک
کریستین پیک (انگلیسی: Christin Piek؛ زادهٔ ۲۳ ژانویهٔ ۱۸۸۹) ورزشکار طناب‌کشی اهل بلژیک بود.